# ROCS Wu Yi (AOE-530)
Le ROCS Wu Yi (武夷, AOE-530) est un navire auxiliaire de la Marine de la république de Chine (ROCN). Il est le seul navire de classe Wu Yi, fast combat support ship servant de pétrolier et de navire logistique. Elle a été le premier navire du ROCN à accueillir des officiers féminins.

## Historique
Wu Yi a été conçu avec l'aide du chantier naval américain Rosenblatt & Son et était basé en partie sur le Henry J. Kaiser-class replenishment oiler. 
Le navire a été lancé en 1990 du chantier taïwanais CSBS Corporation de Kaoshiung. Il a rencontré des problèmes importants avec sa coque, ses machines et sa direction, ce qui a limité sa capacité à remplir sa mission de soutien aux forces opérationnelles navales. Il est lourdement armé pour un pétrolier ravitailleur, y compris un système Sea Chaparral .

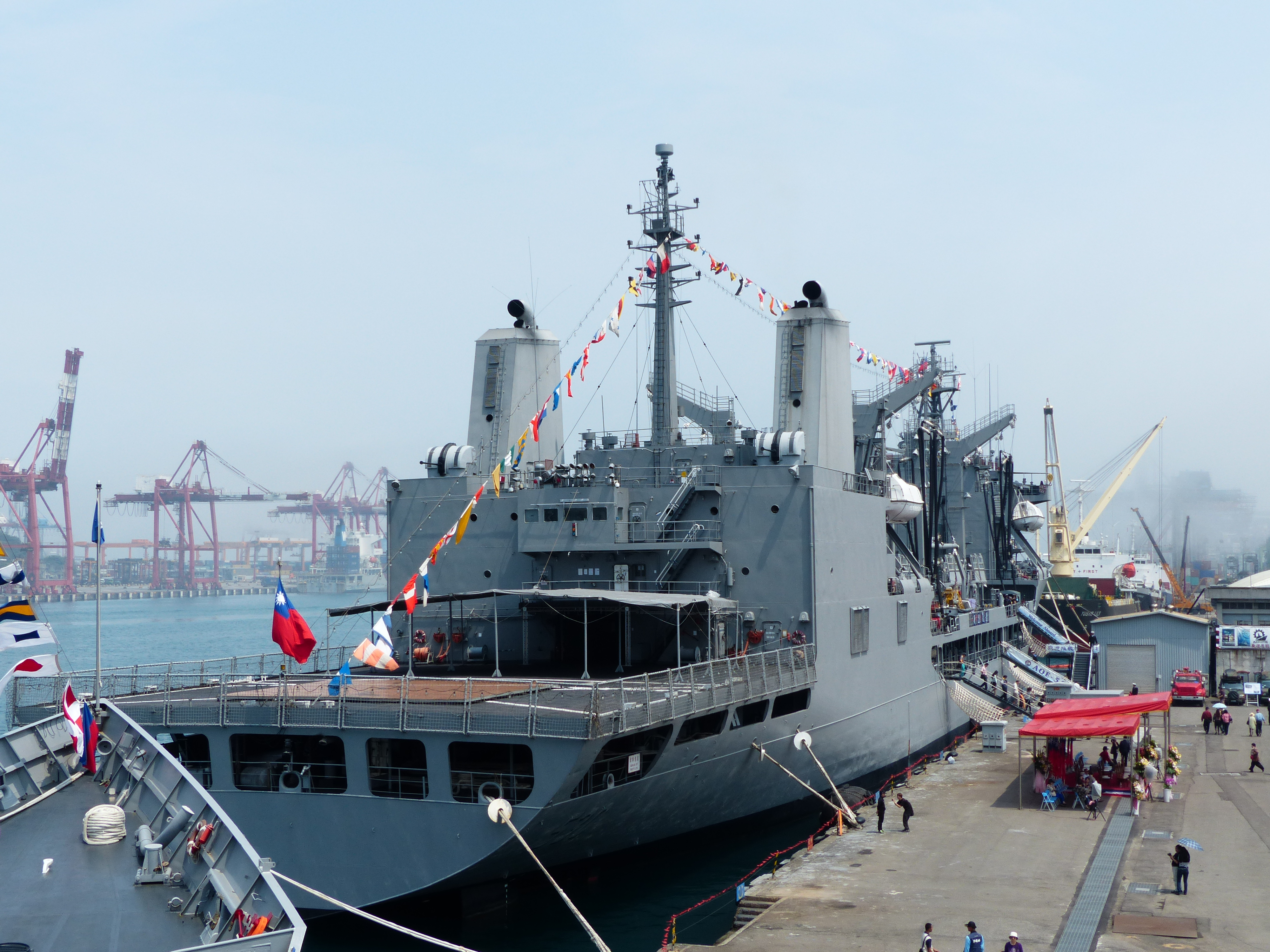
Wu Yi
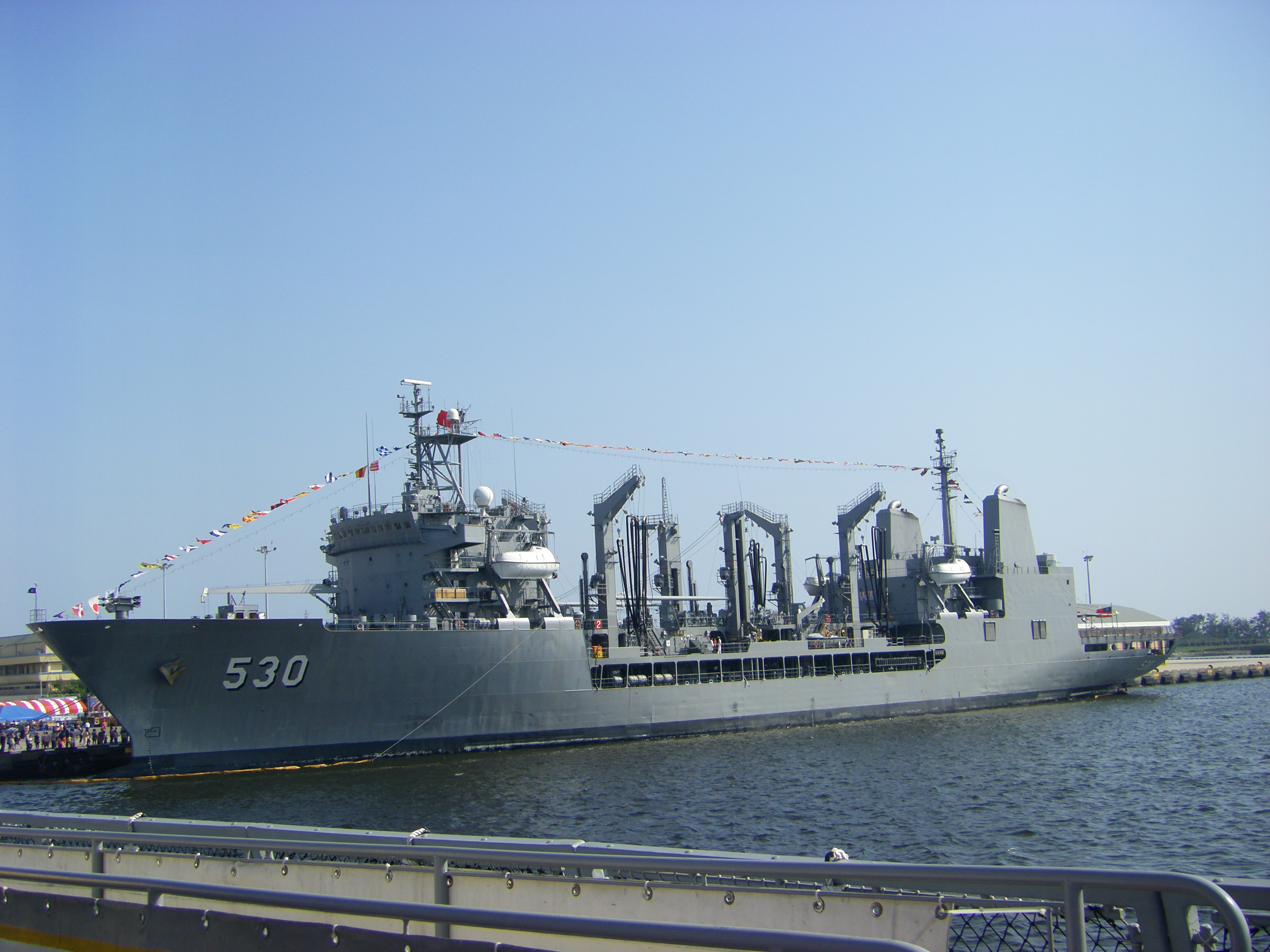
Wu Yi